# VTJ Mělník
VTJ Mělník (celým názvem: Vojenská tělovýchovná jednota Mělník) byl český vojenský klub ledního hokeje, který sídlil ve městě Mělník ve Středočeském kraji. Založen byl v polovině šedesátých let dvacátého století. V počátcích hrával své domácí utkání střídavě v Kralupech a v Neratovicích. Teprve v roce 1977 byl ve městě otevřen první zimní stadion. Druhou ligu hrával Mělník až do roku 1995, kdy klub po 17. kole prodal licenci týmu HC Stadion Litoměřice. V následujících dvou letech se vojáci zúčastnili Středočeského krajského přeboru, čtvrté nejvyšší soutěži. V roce 1997 svoji činnost hokejový klub ukončil.
Své domácí zápasy odehrával na zimním stadionu Mělník s kapacitou 1 800 diváků.

## Přehled ligové účasti
Stručný přehled
Zdroj: 
- 1970–1971: Divize – sk. B (3. ligová úroveň v Československu)
- 1971–1973: Divize – sk. C (3. ligová úroveň v Československu)
- 1973–1974: Divize – sk. C (4. ligová úroveň v Československu)
- 1974–1975: Divize – sk. B (4. ligová úroveň v Československu)
- 1975–1977: 2. ČNHL – sk. B (3. ligová úroveň v Československu)
- 1977–1979: 2. ČNHL – sk. C (3. ligová úroveň v Československu)
- 1979–1981: Středočeský krajský přebor (3. ligová úroveň v Československu)
- 1981–1982: 1. ČNHL – sk. B (2. ligová úroveň v Československu)
- 1982–1983: Středočeský krajský přebor (3. ligová úroveň v Československu)
- 1983–1984: 2. ČNHL – sk. B (3. ligová úroveň v Československu)
- 1984–1987: 2. ČNHL – sk. A (3. ligová úroveň v Československu)
- 1987–1988: 2. ČNHL – sk. B (3. ligová úroveň v Československu)
- 1988–1989: Středočeský krajský přebor (4. ligová úroveň v Československu)
- 1989–1991: 2. ČNHL – sk. B (3. ligová úroveň v Československu)
- 1991–1993: 2. ČNHL – sk. A (3. ligová úroveň v Československu)
- 1993–1994: 2. liga – sk. Západ (3. ligová úroveň v České republice)
- 1994–1997: Středočeský krajský přebor (4. ligová úroveň v České republice)

Jednotlivé ročníky
Zdroj: 
Legenda: ZČ – základní část, červené podbarvení – sestup, zelené podbarvení – postup, fialové podbarvení – reorganizace, změna skupiny či soutěže
| Československo (1970 – 1993) |                            |           |           |                                          |                             |
| Sezóny                       | Soutěž                     | Úroveň    | ZČ        | Play-off, nadstavba, sk. o udržení…      | Poznámky                    |
| 1970/71                      | Divize – sk. B             | 3. úroveň | 2. místo  |                                          | Změna skupiny               |
| 1971/72                      | Divize – sk. C             | 3. úroveň | 3. místo  |                                          |                             |
| 1972/73                      | Divize – sk. C             | 3. úroveň | 3. místo  |                                          | Reorganizace                |
| 1973/74                      | Divize – sk. C             | 4. úroveň | 1. místo  | Kvalifikace o 2. ČNHL – sk. A (4. místo) | Změna skupiny               |
| 1974/75                      | Divize – sk. B             | 4. úroveň | 1. místo  | Kvalifikace o 2. ČNHL – sk. A (2. místo) | Postup                      |
| 1975/76                      | 2. ČNHL – sk. B            | 3. úroveň | 7. místo  |                                          |                             |
| 1976/77                      | 2. ČNHL – sk. B            | 3. úroveň | 8. místo  |                                          | Změna skupiny               |
| 1977/78                      | 2. ČNHL – sk. C            | 3. úroveň | 5. místo  |                                          |                             |
| 1978/79                      | 2. ČNHL – sk. C            | 3. úroveň | 5. místo  |                                          | Reorganizace                |
| 1979/80                      | Středočeský krajský přebor | 3. úroveň | ?. místo  |                                          |                             |
| 1980/81                      | Středočeský krajský přebor | 3. úroveň | ?. místo  |                                          | Postup                      |
| 1981/82                      | 1. ČNHL – sk. B            | 2. úroveň | 12. místo | Skupina o udržení B (7. místo)           | Sestup                      |
| 1982/83                      | Středočeský krajský přebor | 3. úroveň | ?. místo  |                                          | Reorganizace                |
| 1983/84                      | 2. ČNHL – sk. B            | 3. úroveň | 7. místo  |                                          | Změna skupiny               |
| 1984/85                      | 2. ČNHL – sk. A            | 3. úroveň | 5. místo  |                                          |                             |
| 1985/86                      | 2. ČNHL – sk. A            | 3. úroveň | 5. místo  |                                          |                             |
| 1986/87                      | 2. ČNHL – sk. A            | 3. úroveň | 7. místo  |                                          | Změna skupiny               |
| 1987/88                      | 2. ČNHL – sk. B            | 3. úroveň | 8. místo  |                                          | Sestup                      |
| 1988/89                      | Středočeský krajský přebor | 4. úroveň | 1. místo  |                                          | Postup                      |
| 1989/90                      | 2. ČNHL – sk. B            | 3. úroveň | 4. místo  |                                          |                             |
| 1990/91                      | 2. ČNHL – sk. B            | 3. úroveň | 6. místo  | Skupina o udržení B (3. místo)           | Změna skupiny               |
| 1991/92                      | 2. ČNHL – sk. A            | 3. úroveň | 6. místo  |                                          |                             |
| 1992/93                      | 2. ČNHL – sk. A            | 3. úroveň | 6. místo  |                                          | Reorganizace                |
| Česko (1993 – 1997)          |                            |           |           |                                          |                             |
| Sezóny                       | Soutěž                     | Úroveň    | ZČ        | Play-off, nadstavba, sk. o udržení…      | Poznámky                    |
| 1993/94                      | 2. liga – sk. Západ        | 3. úroveň | 12. místo |                                          | Prodej licence do Litoměřic |
| 1994/95                      | Středočeský krajský přebor | 4. úroveň | ?. místo  |                                          |                             |
| 1995/96                      | Středočeský krajský přebor | 4. úroveň | ?. místo  |                                          |                             |
| 1996/97                      | Středočeský krajský přebor | 4. úroveň | ?. místo  |                                          |                             |